# Кирпотенко, Александр Потапович
Александр Потапович Кирпотенко (1842—1896) — российский ботаник и преподаватель.

## Биография
Александр Потапович Кирпотенко родился 23 февраля 1842 года в Александровском уезде Екатеринославской губернии. В 1861 г. окончил Екатеринославскую гимназию, а затем Харьковский университет. Учительскую деятельность начал в Полтавской военной гимназии, в 1871-м поступил на Педагогические курсы при 2-й военной гимназии, а в 1873 определён штатным преподавателем естественной истории в 3-й военной гимназии. Кандидат естественных наук Харьковского университета.
Кирпотенко преподавал ботанику в Александровском кадетском корпусе, имел репутацию трудолюбивого и талантливого преподавателя. Он был автором нескольких учебных курсов по ботанике, долгое время использовавшихся в различных учебных заведениях страны. Также Александр Потапович был составителем «Руководства к наблюдению природы и собиранию естественно-исторических коллекций» — книги, в которой подробно объяснялись принципы создания коллекций насекомых и растений, организации аквариумов и террариумов.
Александр Кирпотенко скончался в ночь с 23 на 24 февраля 1896 года в Санкт-Петербурге от крупозной пневмонии.

## Некоторые научные работы
Труд Очерк естественной классификации растений, вышедший в 1884 году, был переводом издания немецкого ботаника А. В. Эйхлера. В нём А. П. Кирпотенко впервые опубликовал описание таксона Гнетовидные (Gnetopsida Eichler ex Kirpotenko, 1884).
- Начальная ботаника
- Учебный курс ботаники
- Очерк естественной классификации растений
- Руководство к наблюдению природы и собиранию естественно-исторических коллекций